# Крішна II
Крішна II – імператор Раштракутів. Успадкував владу від свого видатного батька Амогаварші.

## Правління
Відомо, що в останні роки свого правління Амогаварша відійшов від державних справ, передавши фактичну владу до рук свого сина. Правління Крішни II відзначилось розвитком літератури. За часів його володарювання було розширено межі імперії. Разом з тим відомості про того правителя є суперечливими.